# Monastero di Trojan
Il monastero di Trojan (in bulgaro: Троянски ставропигиален манастир "Успение Богородично") è un complesso monastico costruito non più tardi del sedicesimo secolo. Il monastero, che è il terzo per grandezza in Bulgaria, è situato sulle rive del fiume Cherni Osam a 10 km da Trojan, ai piedi dei ripidi pendii della catena montuosa di Stara Planina. La struttura è diventata monastero intorno al 1600 grazie all'uomo di chiesa Calistrat. La chiesa odierna è stata costruita al posto di una più antica abbazia dal costruttore rinascimentale Costantin. L'interno e l'esterno decorati della chiesa furono dipinti tra il 1847 e il 1849 da Zahari Zograph, famoso Pittore bulgaro dell'epoca.